# Grebénskoie
Grebénskoie (en rus: Гребенское) és un poble de l'óblast de Sakhalín, a l'Extrem Orient de Rússia, que el 2013 tenia 2 habitants. Pertany al districte de Makàrov.